# Vescicole sinaptiche
Le vescicole sinaptiche sono definite come gli organelli sub-cellulari deputati all'immagazzinamento, al trasporto intracellulare ed al rilascio nel compartimento inter-sinaptico dei neurotrasmettitori.

## La scoperta delle vescicole sinaptiche
Negli anni '50 Castillo e Katz formularono la teoria secondo la quale i neurotrasmettitori vengono liberati in pacchetti unitari detti quanti, in quegli stessi anni grazie alle prime fotografie scattate al microscopio elettronico fu possibile dimostrare l'esistenza di piccole vescicole a livello delle terminazioni pre-sinaptiche della giunzione neuromuscolare.
Le nuove fotografie permisero a Castillo e a Katz di supporre che le vescicole fossero gli organi di deposito dei quanti di neurotrasmettitore.
Grazie al perfezionamento del microscopio elettronico ed all'introduzione della tecnica di criofrattura (freeze-fracturing) si sono ottenute immagini ad alta risoluzione delle terminazioni pre-sinaptiche a livello della giunzione neuromuscolare; grazie a queste immagini Sanford Palay osservò che le vescicole non erano disposte in maniera omogenea e che sulla membrana pre-sinaptica erano presenti zone a densità maggiore battezzate zone attive. 
Successivamente gli esperimenti di René Couteaux dimostrarono che le vescicole si accumulavano disponendosi in fila lungo i margini delle zone attive.

### Caratteristiche morfologiche e dislocazione
Le prime vescicole identificate al microscopio elettronico sono caratterizzate da: 
- Dimensioni piccole.
- Colore chiaro a bassa densità.
- Forma ovoidale.
- Diametro di circa 40-50 nm.
- Localizzazione in prossimità della membrana pre-sinaptica in corrispondenza delle zone attive.

A livello delle terminazioni pre-sinaptiche di alcuni neuroni possono essere presenti anche vescicole grandi e scure (generalmente localizzate nella parte più interna della terminazione sinaptica) che contengono trasmettitori peptidici.
Vista la peculiare collocazione citologica e il contenuto costituito da neurotrasmettitori, queste vescicole sono state definite vescicole sinaptiche.
Genesi
Le vescicole si producono inizialmente tramite elaborazione, nel corpo cellulare (soma) dei neuroni, di materiali del reticolo endoplasmatico e dell'apparato di Golgi.

### Rilascio dei neurotrasmettitori
Altre fotografie al microscopio elettronico misero in evidenza la presenza di zone omega in corrispondenza delle zone attive. Ulteriori studi dimostrarono che i neurotrasmettitori vengono liberati per esocitosi dalle vescicole sinaptiche a livello delle zone attive del compartimento sinaptico; le zone omega erano in realtà il risultato della fusione della membrana della vescicola sinaptica con la membrana pre-sinaptica del neurone.
Il rilascio dei neurotrasmettitori avviene quindi grazie alla fusione delle vescicole sinaptiche con la membrana pre-sinaptica.

## Biochimica delle vescicole sinaptiche
Gli esperimenti a carattere biochimico hanno dimostrato che le vescicole sinaptiche sono delimitate da una membrana costituita da un doppio strato lipidico organizzato secondo il modello a mosaico fluido.  
All'interno del doppio strato sono immerse proteine di riconoscimento, trasporto, ancoraggio ed esocitosi.